# Ugljevik
Ugljevik (în sârbă Угљевик) este un oraș și o comună din Republika Srpska, o entitate din statul modern Bosnia și Herțegovina. În 2013, comuna avea o populație de 15.710 locuitori, în timp ce orașul Ugljevik avea o populație de 4.155 de locuitori. 
Comuna este situată în mediul rural de la poalele estice ale Muntelui Majevica, unde munții încep să coboare spre zonele de câmpie din Semberija, de care este legat mai mult decât oricare altă zonă înconjurătoare. Este casa minerilor și a altor profesioniști ai resurselor energetice. 

## Istorie
Producția de cărbune a fost exploatată pe Muntele Majevica din 1899. De-a lungul unui secol, locuitorii au construit o centrală electrică și au început săpăturile la ceea ce este astăzi o mină de suprafață, care produce 6.000 de tone de cărbune pe zi. Centrala termică pe cărbune „Termoelektrana Ugljevik” (Centrala electrică din Ugljevik)  furnizează Republicii 300 de megawati de electricitate. Sunt în curs de construcție alte centrale electrice de 600 MW.  Centrul administrativ al comunei a fost satul Zabrdje, care urma să fie transferat comunității miniere din Ugljevik (numită acum Stari Ugljevik (Vechiul Ugljevik)) în 1941, după ce Zabrdje a fost ars de Ustași. Actualul Ugljevik a început să fie construit în 1980 în valea  râului Janja (unul dintre  afluenții râului Drina) între Zabrdje, Stari Ugljevik, Bogutovo Selo și Ugljevicka Obrijez, ca răspuns la nevoia de creștere a operațiunilor miniere de suprafață și de construire a centralei. Tot satul vechi Ugljevik a fost mutat apoi în acest nou loc. 

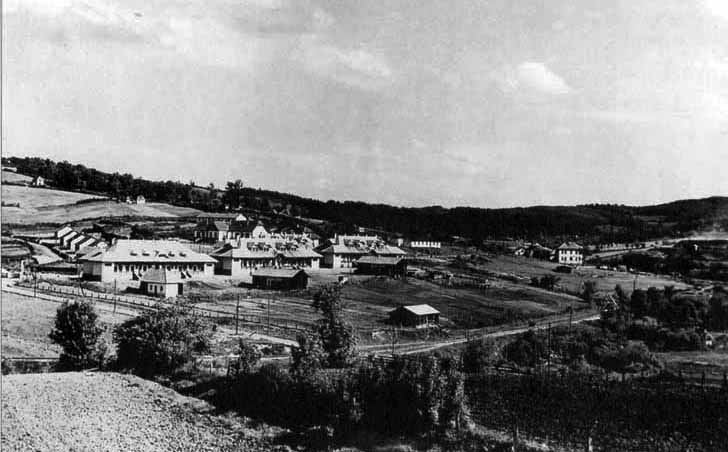
Ugljevik, așezare a minerilor - Kolonija, în 1931

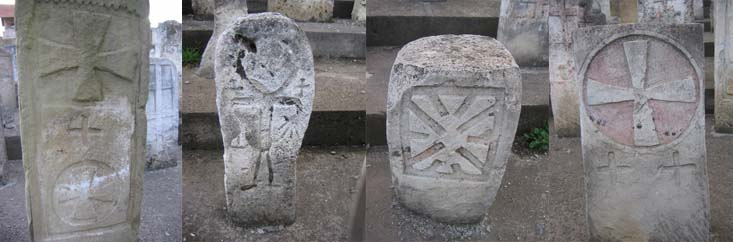
Cimitire medievale în satul Ugljevik - Bogutovo Selo

Cel puțin zece situri arheologice există în zonă. Dintre acestea cinci situri conțin grupări de sarcofage din piatră medievală, numite stećci, și trei situri datează din perioada romană. Cu toate că cercetările asupra siturilor neolitice din comună lipsesc, zonele din apropiere au situri arheologice neolitice, permițând postularea că ar conține și situri antice. Satul Tutnjevac conține rămășițele unei vile romane. 
Primul recensământ al populației din regiune a dezvăluit existența a cinci așezări cu un total de 55 de case, care datează de la sosirea turcilor otomani în secolul al XV-lea. În perioadele tulburi, populația locală a părăsit aceste, astfel că o parte a strămoșilor populației moderne provin din estul și „Vechea” Herțegovina din secolul al XIX-lea. 
În ultimele sute de ani, ritmul și amploarea dezvoltării regiunii Ugljevik au fost determinate de producția de cărbune. Odată cu creșterea nevoii de cărbune, exploatarea cărbunelui a început în 1899 și a fost construită o cale ferată cu ecartament îngust de la Rača, pe râul Sava, până la mina de cărbune Ugljevik, prin Bijeljina, în 1919. Ulterior, această cale ferată a fost modernizată la ecartamentul îngust normal, iar ulterior a fost conectată la una din comunitățile din Ugljevik, Mezgraja, în 1938. Aceasta a fost ultima cale ferată cu ecartament îngust din Europa înainte de a fi închisă pe 26 mai 1979. 
Cărbunele de la mina de suprafață Bogutovo Selo are o valoare calorică de 2.550 kcal/kg (10,68 MJ/kg) și se estimează că rezervele sunt suficiente pentru a satisface nevoile a patru centrale electrice cu cărbune de 300 megavati. 
Datorită existenței acestor uriași cărbuni s-au dezvoltat aproape toate corporațiile din Ugljevik. 
După războiul din Bosnia, Ugljevik a devenit un post important al forțelor de menținere a păcii. Pentru prima dată după al doilea război mondial, armata rusă (atunci sovietică) și aliații occidentali au lucrat împreună într-o misiune militară, ca forță de punere în aplicare  (IFOR) și mai târziu ca forțe de stabilizare (SFOR). Sediul central al Misiunii ruse de menținere a păcii în Bosnia s-a aflat la Ugljevik. Americanii aveau o mică bază în Ugljevik, peste râul Janja, iar pe celălalt mal erau ruși. În legătură cu aceste baze, revista de informații IFOR „Talon” a scris într-una din edițiile sale „Războiul Rece s-a topit sub soarele balcanic”. 

## Localizare
Comuna Ugljevik se învecinează la est și nord cu comuna Bijeljina, la vest cu comuna Lopare și la sud cu comuna Zvornik și cu comuna Teočak din Federația Bosniei și Herțegovinei. Recensământul populației din 1993 a indicat o populație de 16.456 rezidenți în 4.733 de gospodării, în această comună care are o suprafață de 164 kilometri pătrați (63 mi2) . Densitatea populației este de 12,44/km², aceasta fiind rezultatul naturii dispersate a comunităților. 
Ugljevik este amplasat pe autostrada Bijeljina - Tuzla — construită în 1971 — care o conectează la toate regiunile înconjurătoare, cu drumuri din asfalt care se ramifică spre Zabrdje, Trnova și spre alte comunități. În prezent este posibil de călătorit în fiecare sat din comuna Ugljevik cu mașina. Acest lucru, împreună cu alte circumstanțe — în primul rând infrastructura excelentă, oportunitățile de angajare, mediul sănătos și apropierea de orașele populate — contribuie la creșterea rapidă a orașelor comunei și la alegerea rezidenților de a rămâne în zonă. În ciuda distrugerii recentului război și a greutăților de recuperare postbelică, casele noi le înlocuiesc pe cele vechi la fiecare pas. 

## Organizare teritorială
Comuna  Ugljevik are următoarele 21 de comunități: 
- Korenita
- Maleševci
- Zabrdje
- Ugljevička Obrijež
- Stari Ugljevik
- Ugljevik Selo
- Gornje Zabrdje
- Ravno Polje
- Bogutovo Selo
- Gornja Krćina
- Gornja Trnova
- Mezgraja, Ugljevik⁠(bs)[traduceți]
- Modran
- Donje Zabrđe
- Janjari (Atmačići)
- Srednja Trnova
- Glinje
- Sarije
- Mukat
- Stankovići
- Donja Trnova
- Akmačići

## Date demografice

### Populație
| Populația așezărilor - comuna Ugljevik | Populația așezărilor - comuna Ugljevik | Populația așezărilor - comuna Ugljevik | Populația așezărilor - comuna Ugljevik | Populația așezărilor - comuna Ugljevik | Populația așezărilor - comuna Ugljevik |
| -------------------------------------- | -------------------------------------- | -------------------------------------- | -------------------------------------- | -------------------------------------- | -------------------------------------- |
|                                        | așezare                                | 1971.                                  | 1981.                                  | 1991.                                  | 2013.                                  |
|                                        | Total                                  | 24178                                  | 24540                                  | 17830                                  | 15710                                  |
| 1                                      | Atmačići                               |                                        |                                        | 566                                    | 429                                    |
| 2                                      | Bogutovo Selo                          |                                        |                                        | 499                                    | 294                                    |
| 3                                      | Donja Trnova                           |                                        |                                        | 1491                                   | 1154                                   |
| 4                                      | Glinje                                 |                                        |                                        | 648                                    | 461                                    |
| 5                                      | Gornja Trnova                          |                                        |                                        | 420                                    | 284                                    |
| 6                                      | Janjari                                |                                        |                                        | 651                                    | 497                                    |
| 7                                      | Korenita                               |                                        |                                        | 840                                    | 557                                    |
| 8                                      | Maleševci                              |                                        |                                        | 602                                    | 404                                    |
| 9                                      | Mezgraja                               |                                        |                                        | 714                                    | 459                                    |
| 10                                     | Mukat Stankovići                       |                                        |                                        | 458                                    | 330                                    |
| 11                                     | Ravno Polje                            |                                        |                                        | 466                                    | 598                                    |
| 12                                     | Srednja Trnova                         |                                        |                                        | 721                                    | 579                                    |
| 13                                     | Stari Ugljevik                         |                                        |                                        | 1126                                   | 707                                    |
| 14                                     | Tutnjevac                              |                                        |                                        | 1489                                   | 1042                                   |
| 15                                     | Ugljevička Obrijež                     |                                        |                                        | 934                                    | 945                                    |
| 16                                     | Ugljevik                               | 2388                                   | 2442                                   | 2981                                   | 4155                                   |
| 17                                     | Ugljevik Selo                          |                                        |                                        | 693                                    | 478                                    |
| 18                                     | Zabrđe                                 |                                        |                                        | 1725                                   | 1551                                   |

### Compoziție etnică
Populația din Ugljevik, după etnie, conform recensămintelor din 1971, 1981, 1991 și 2013 a fost următoarea:

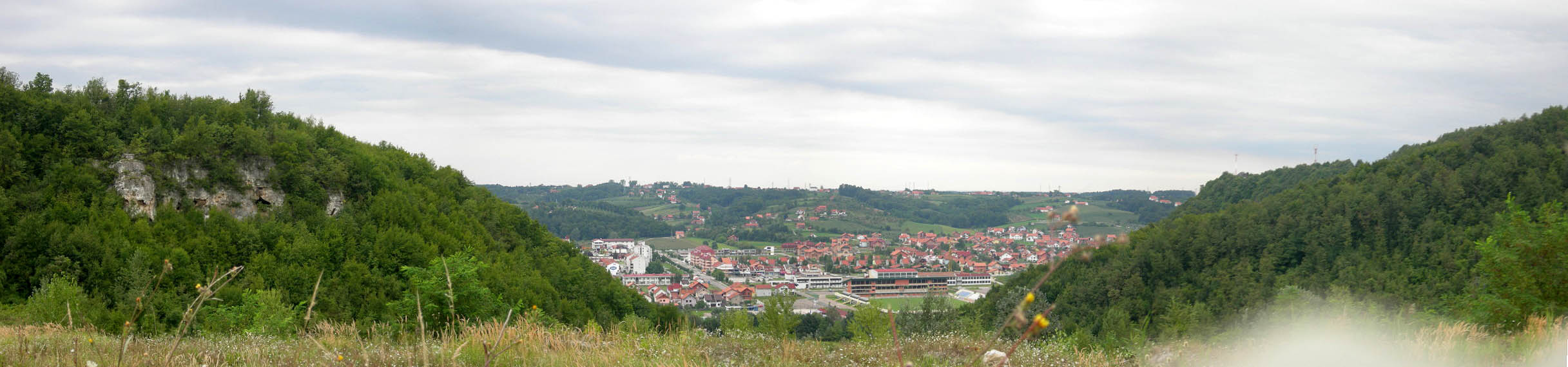
Panoramă a Ugljevikului de pe unul dintre dealurile din apropiere, peștera este vizibilă

|              | 2013.          | 1991.          | 1981.          | 1971.          |
| Total        | 4.155 (100,0%) | 2.981 (100,0%) | 2.442 (100,0%) | 2.388 (100,0%) |
| sârbi        |                | 2.426 (81,38%) | 2.210 (90,50%) | 2.256 (94,47%) |
| bosniaci     |                | 348 (11,67%)   | 66 (2.703%)    | 86 (3.601%)    |
| iugoslavi    |                | 133 (4.462%)   | 143 (5.856%)   | 15 (0,628%)    |
| croați       |                | 39 (1.308%)    | 3 (0,123%)     | 15 (0,628%)    |
| Alții        |                | 35 (1.174%)    | 16 (0,655%)    | 5 (0,209%)     |
| macedoneni   |                |                | 4 (0,164%)     | 6 (0,251%)     |
| muntenegreni |                |                |                | 4 (0,168%)     |
| albanezi     |                |                |                | 1 (0,042%)     |

|              | 2013.           | 1991.           | 1981.           | 1971.           |
| Total        | 15.710 (100,0%) | 25.587 (100,0%) | 24.540 (100,0%) | 24.178 (100,0%) |
| sârbi        | 13.412 (85,37%) | 14.468 (56,54%) | 14.066 (57,32%) | 14.816 (61,28%) |
| bosniaci     | 2.186 (13,91%)  | 10.241 (40,02%) | 9.403 (38,32%)  | 8.859 (36,64%)  |
| Alții        | 70 (0,446%)     | 532 (2.079%)    | 81 (0,330%)     | 58 (0,240%)     |
| croați       | 42 (0,267%)     | 56 (0,219%)     | 17 (0,069%)     | 53 (0,219%)     |
| iugoslavi    |                 | 290 (1.133%)    | 573 (2.335%)    | 35 (0,145%)     |
| rromi        |                 |                 | 376 (1.532%)    | 328 (1.357%)    |
| muntenegreni |                 |                 | 9 (0,037%)      | 13 (0,054%)     |
| macedoneni   |                 |                 | 7 (0,029%)      | 12 (0,050%)     |
| albanezi     |                 |                 | 4 (0,016%)      | 3 (0,012%)      |
| sloveni      |                 |                 | 3 (0,012%)      |                 |
| maghiari     |                 |                 | 1 (0,004%)      | 1 (0,004%)      |

## Cultură

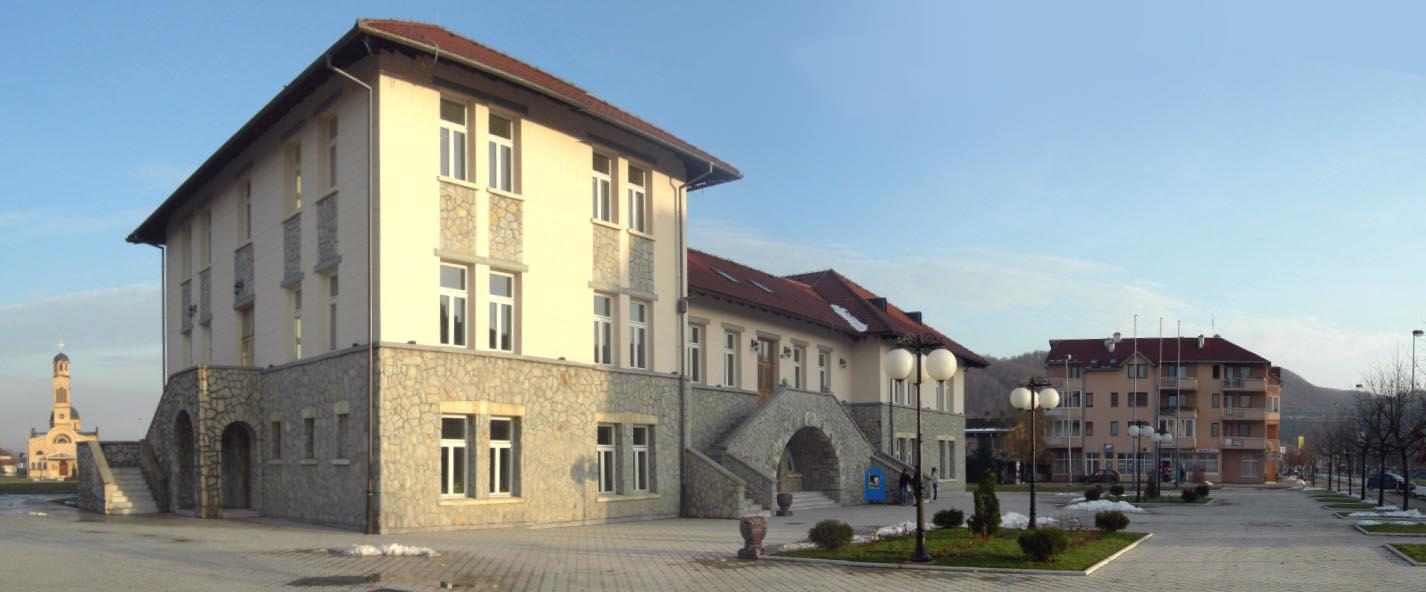
Clădirea Centrului Cultural „Filip Višnjić”.

Cultura în aceste părți a progresat în anii de după Războiul din Bosnia. Numeroase evenimente culturale sunt prezentate la Centrul Cultural. Cultural Club Rudar a fost înființat în 1976 și în componența lucrărilor clubului: ansamblu de dansuri populare, secțiune de dramă și recitare, lucrare de creație originală (autentică), orchestră de muzică populară. Cu programul său de calitate, Clubul participă la toate manifestările importante din colectivitățile din comună și în economie și, de asemenea, au avut deseori spectacole în alte comune. 
Clădirea Centrului Cultural „Filip Višnjić” a fost deschisă în 2006 și este replică a sediului central al minei (clădirea „ Direkcija ”) din Stari Ugljevik. Clădirea originală a fost construită în 1921, dar din cauza eliminării Ugljevikului din noua locație a fost abandonată. Clădirea nouă este un centru de viață culturală bogată în municipalitate și regiune.

## Religie
Religia și-a asumat locul tradițional în ultimul deceniu în viața populației locale. Pe lângă bisericile existente în Zabrdje, Tutnjevac, Stari Ugljevik, care au împărtășit soarta credincioșilor lor, se construiesc noi biserici ortodoxe. Cea mai impresionantă este cea din Ugljevik, dedicată protestatarilor din Ugljevik și Sfintei Cuvioase Parascheva. Biserica a fost construită în stilul tradițional al bisericii sârbo-bizantine și domină orașul. 
Moscheile sunt, de asemenea, reconstruite, după război, în diferite sate (Janjari, Atmačići, Glinje, Srednja Trnova). 

## Educație

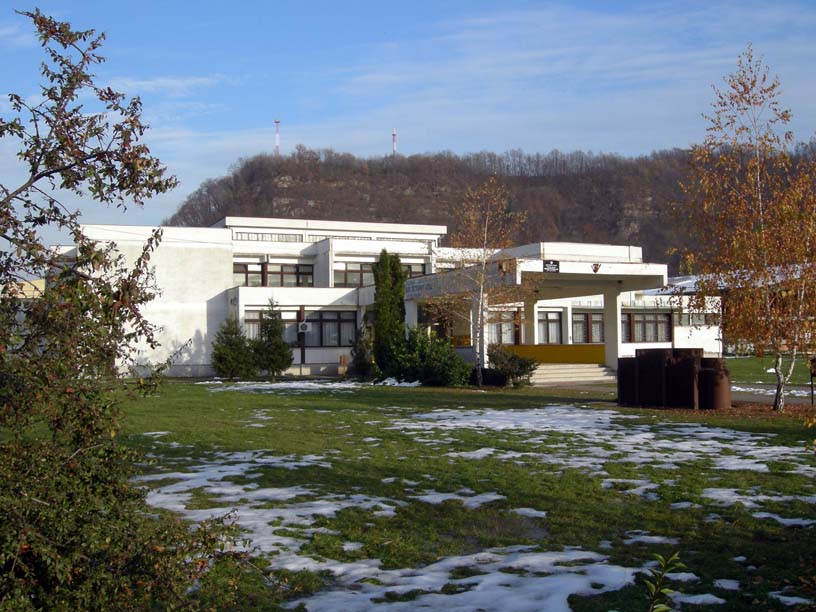
Liceul „ Mihailo Petrović Alas ”.

Educația are o lungă tradiție în comuna Ugljevik. În 1875 a fost fondată o școală elementară la Zabrdje. Orașul era la acea vreme cea mai mare așezare din această parte a zonei Majevica, deoarece se afla pe drumul Bijeljina - Tuzla. În anul 1995, orașul a marcat 120 de ani de la apariția școalii sale, făcând din Zabrdje, una dintre comunitățile privilegiate din Majevica și Semberija care au propria școală de mult timp. 
A doua școală care s-a deschis în aceste părți a fost inaugurată în 1890 la Korenita. A fost urmat doi ani mai târziu de deschiderea unei școli în Ugljevik. După cel de- al Doilea Război Mondial, școlile sătești au apărut în alte comunități din Ugljevik — Tutnjevac, Malesevci, Trnova, Mezgraja, Bogutovo Selo, Ugljevicka Obrijez și alte comunități. Toți copiii de vârstă școlară participă la cursuri. Clădirile școlilor sunt moderne și bine echipate, cu un număr adecvat de profesori care asigură un standard ridicat de învățământ. În fiecare an, două mii de elevi învață în școlile comunei Ugljevik. 
Ugljevik are, de asemenea, o școală secundară care formează viitorii tehnicieni în domeniul energiei, care acoperă meseriile necesare cerute de Ugljevik Termoelektrana (Centrala electrică). În ciuda unui număr de studenți din Ugljevik care frecventează școlile secundare din Bijeljina și invers, Ugljevik încă are 600 de elevi. 

## Mediul natural
Regiunea Ugljevik face parte din Marea Panonică acum evaporată. Când apele mării ajungeau deasupra Noului Ugljevik, valurile sale loveau în  muntele de deasupra complexului școlar, acum în acel loc sunt vizibile urmele fosilizate ale florei și faunei acvatice. Deasupra Vechiului Ugljevik se află rămășițele medievale ale cetății Jablangrad. De la stâncile sale, aflate până la 451 metri (1.480 ft) deasupra nivelului mării, poate fi văzută panorama câmpiilor din Semberija, în timp ce dincolo, peste râul Drina, se văd Mačva și Muntele Cer. Vârful Udrigovo, unde a fost construit un turn de radioteleviziune după război, se ridică deasupra regiunii Ugljevik. 
Dealurile Majevica au o serie de păduri, stejarul negru fiind binecunoscut în Udrigovo. S-au făcut planuri a pădurilor și a mediului natural din regiune și rezervațiile naturale din Bogutovo Selo și Lazarevici, menținându-se totodată producția de cherestea. Păduri de gorun, stejar negru și alte soiuri pot fi găsite la Bogutovo Selo, Korenita și Lazarevic, dar și în alte părți. 

## Turism

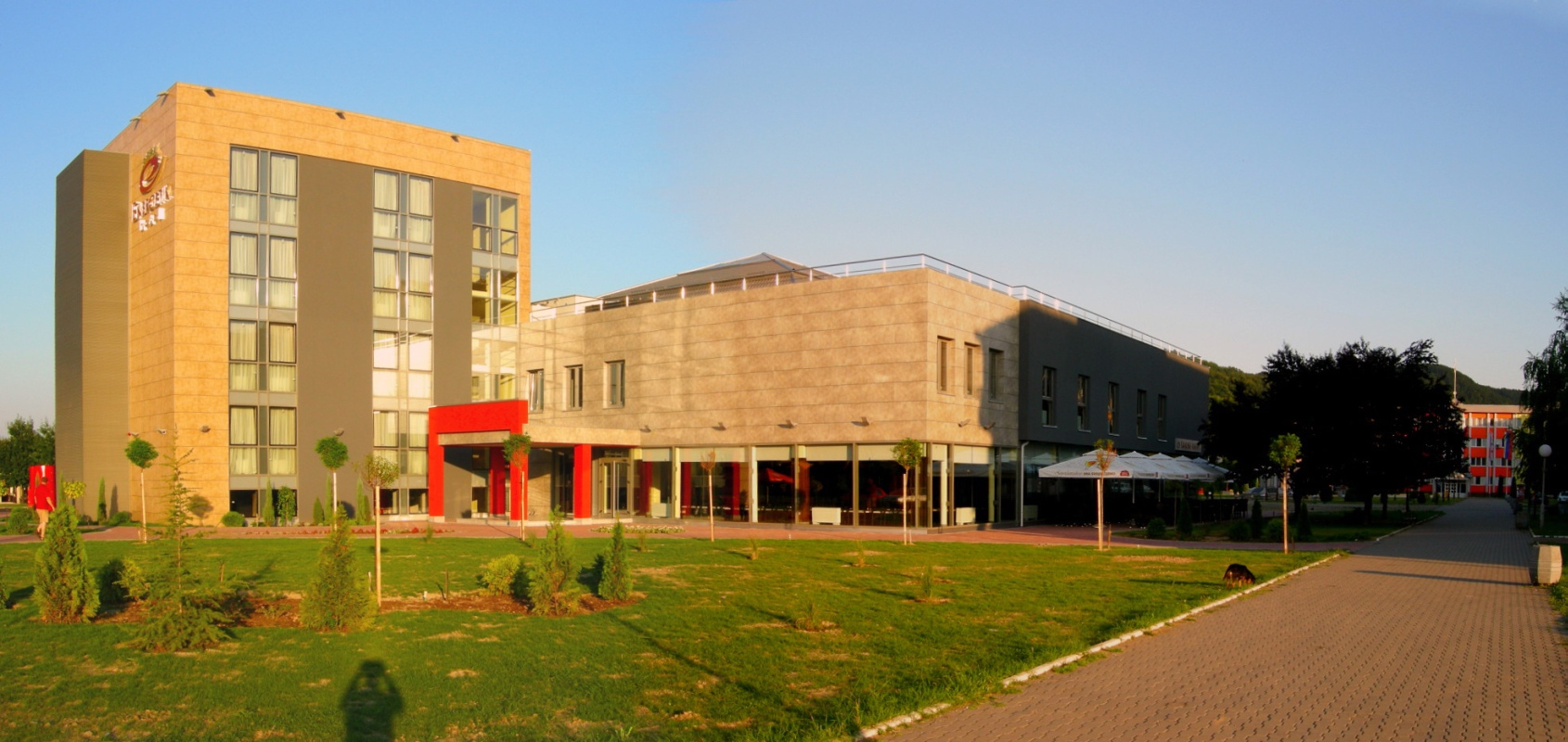
Hotelul „Energetik”

Satul Krćina, aflat în direcția orașului Zvornik, are un potențial mare pentru dezvoltarea turismului satului,  fiind situat într-un mediul natural și având o peșteră în apropiere, cunoscută de populația locală drept peștera eroului epic Starina Novak (Baba Novac). În apropiere se află și Mănăstirea Tavna, care datează din Evul Mediu. Satul este accesibil dinspre Podrinje, din direcția Loznica, Jadar, Radjevina, Zvornik și Bijeljina. Drumul este parțial construit din macadam, iar după ce va fi complet asfaltat va fi cea mai scurtă cale de a ajunge de la Podrinje la Ugljevik și Majevica. 
În valea micului râu Domana se află o altă peșteră, Suplja Pecina, în timp ce în faleza de pe dealul Baljak se află peștera Kurtina Pecina. 

## Economie
Centrala electrică din Ugljevik (centrală pe  cărbune de 300 Megawatt cu un coș de fum de 310 metri înălțime) se află în municipalitate. 
Următorul tabel oferă o previzualizare a numărului total de persoane înregistrate angajate de persoane juridice după activitatea lor principală (în 2018):
| Activitate                                                                     | Total |
| ------------------------------------------------------------------------------ | ----- |
| Agricultură, silvicultură și pescuit                                           | 6     |
| Minerit și cariere                                                             | 1236  |
| Fabricație                                                                     | 169   |
| Alimentare cu energie electrică, gaz, abur și aer condiționat                  | 830   |
| Rezerva de apa; activități de canalizare, gestionare și remediere a deșeurilor | 43    |
| Construcții                                                                    | 176   |
| Comerț cu ridicata și cu amănuntul, reparații de autovehicule și motociclete   | 274   |
| Transport și depozitare                                                        | 71    |
| Cazare și servicii alimentare                                                  | 105   |
| Informatie si comunicare                                                       | 16    |
| Activități financiare și de asigurare                                          | 26    |
| Activități imobiliare                                                          | -     |
| Activități profesionale, științifice și tehnice                                | 38    |
| Activități de servicii administrative și de asistență                          | 51    |
| Administrație publică și apărare; securitate socială obligatorie               | 180   |
| Educație                                                                       | 290   |
| Sănătate umană și activități de muncă socială                                  | 115   |
| Artă, divertisment și recreere                                                 | 40    |
| Alte activități de servicii                                                    | 40    |
| Total                                                                          | 3706  |

## Sport
Sportul și cultura fizică sunt în creștere în Ugljevik. Mândria acestor părți este Clubul de Fotbal Rudar, care a câștigat cele mai importante trofee și titluri din Republika Srpska și făcut ca numele Ugljevik să fie faimos în toată Republica. Clubul este o bază de recrutare de tinere talente, iar succesele sale au inspirat și dezvoltarea fotbalului în comunele vecine. Cluburile de fotbal din sate și echipele de fotbal școlarare au crescut și și-au îmbunătățit programele. 
Baschetul și alte sporturi sunt în creștere. O mare atenție este acordată construcției de facilități sportive (stadion de fotbal, piscină, sală de sport universală) în timp ce facilități sportive minore sunt disponibile tinerilor în vecinătatea școlilor elementare și secundare. 
Clubul de Karate Rudar este un club sportiv tânăr, dar acest lucru nu îl împiedică să obțină rezultate bune în numeroase întâlniri de karate interne și internaționale. A participat prima dată în competiții regionale, pentru a ajunge în cele din urmă în competiții mondiale. 
Clubul de baschet Rudar a fost fondat în 1984 și joacă în Prima Ligă din Republika Srpska. Clubul a încetat să mai funcționeze în 1989, dar a fost refondat în 1994. 
Rudar este și numele unui club de șah. 
Sporturi ca volei, judo și bowling sunt, de asemenea, reprezentate în clubul Rudar. 
Există în plus nouă cluburi de fotbal în diferite sate ale comunei: Partizan în Donja Trnova, Mladost în Bogutovo Selo, Buducnost în Ravno Polje, Strijelac în Tutnjevac, Proleter în Ugljevik Selo, Borac în Ugljevicka Obrijez, Majevica în Donja Zabrdje, Hajduic în Hajduic și Hajduic în Korenita. 

## Galerie

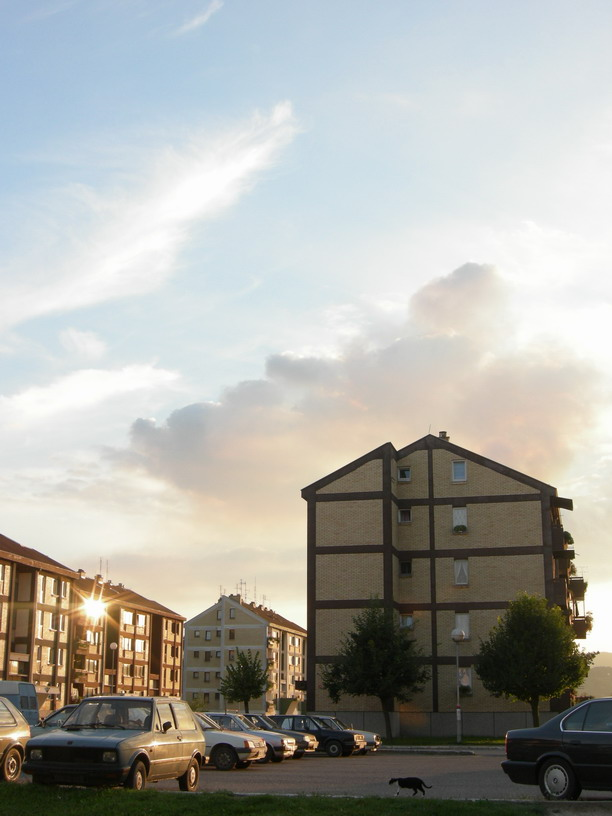
Strada Srpske Sloge
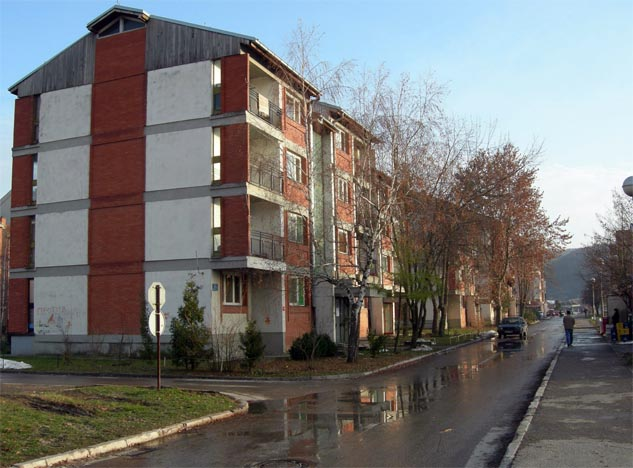
Strada Kralja Petra I
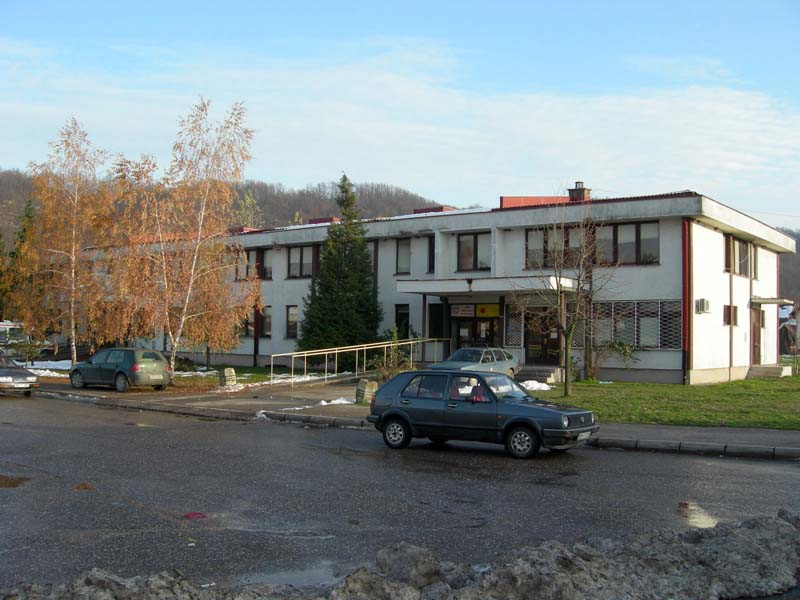
Centru de sănătate
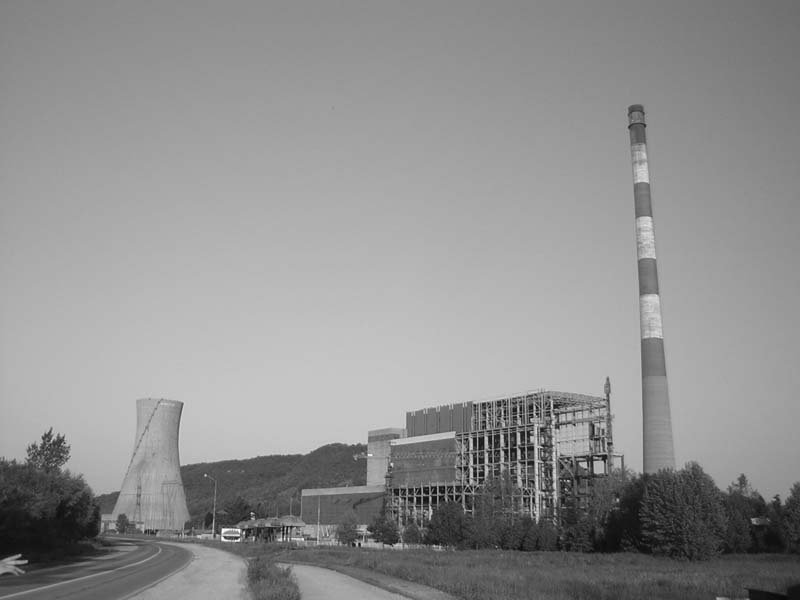
Centrala electrică din Ugljevik
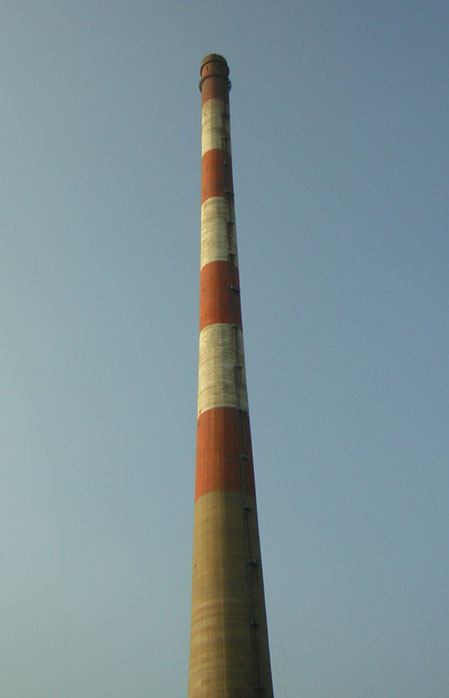
Turnul Uzinei Ugljevik, de 310 metri (1.020 picioare), cea mai înaltă structură din Bosnia.

## Orase gemene
- Beočin, Serbia 1982.
- Héric, Franța
- Kavadarci, Macedonia de Nord 2011.

## Cetățeni notabili
- Filip Višnjić